# Madeleine Lhuillier de Sainte Beuve

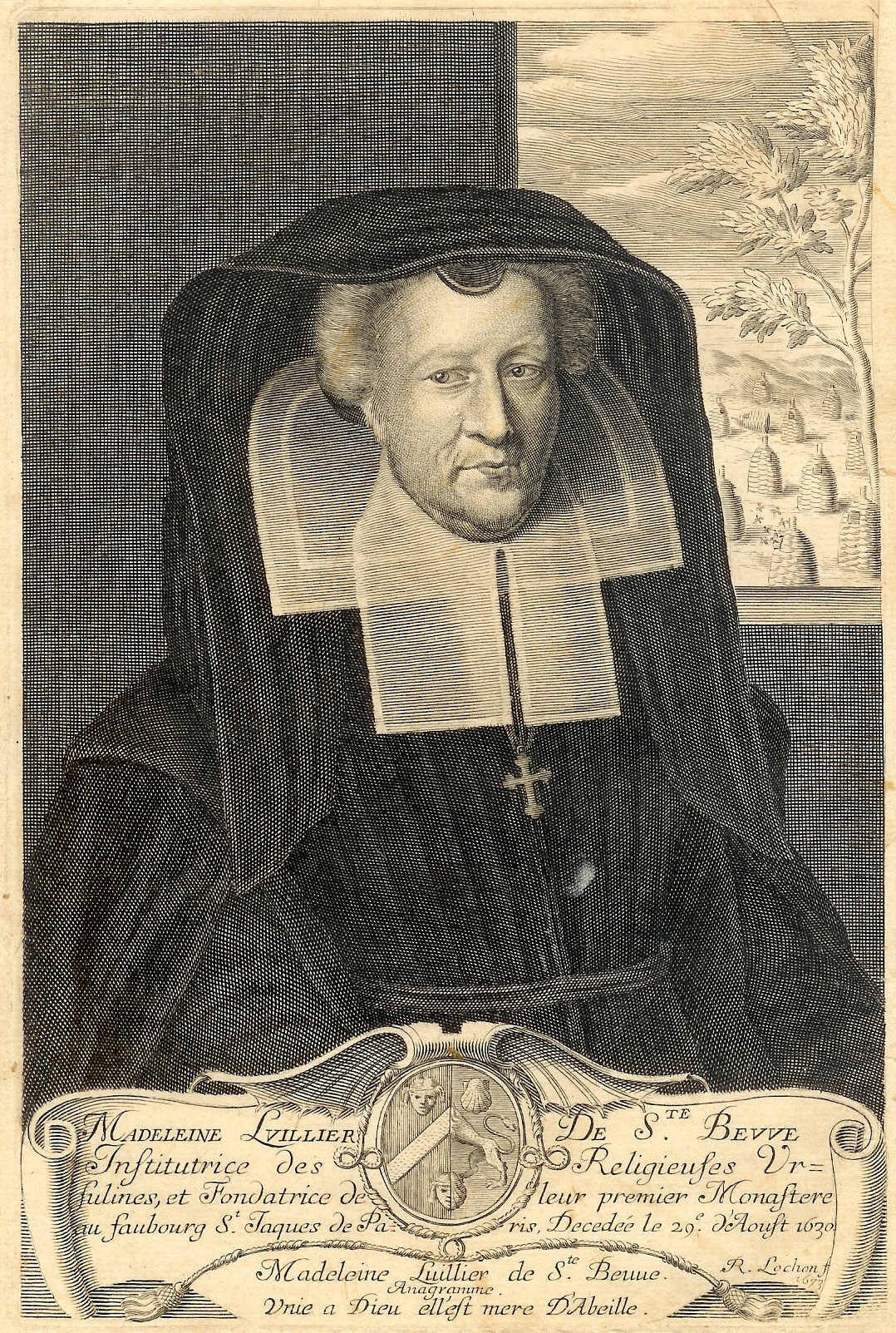
Madeleine Lhullier de Sainte Beuve 1562–1630

Madeleine de Lhullier de Sainte Beuve (* 1562; † 29. August 1630 in Paris) gehörte einer katholischen Reformbewegung an und war die Gründerin des Pariser Konvents der Ursulinen.

## Leben
Madeleine Lhullier wurde 1562 als Tochter des einflussreichen Pariser Bürgermeisters Pierre Lhullier, der seinen Wohlstand durch den Einlass Heinrichs IV. in Paris gemehrt hatte, geboren. 1581 ehelichte Madeleine Lhullier den Parlamentsrat Claude Le Roux, Sieur de Sainte Beuve aus Rouen.
Nach dem Tod des Ehemannes konnte Madeleine Lhullier frei über das beträchtliche väterliche Vermögen verfügen. Unter dem Einfluss ihres Beichtvaters, des Jesuiten Lancelot Marin, nahm sie 1608 zwei Angehörige der 1532 in Italien gegründeten Ursulinen aus Aix in ihrem Palais im Faubourg Saint-Jacques auf. Bis 1612 wurde das Palais in der Rue Saint-Jacques zum ersten Konvent der Ursulinen in Paris umgebaut. Das Vorhaben wurde durch Papst Paul V. unterstützt, der in der Bulle vom 13. Juni 1612 das Ziel des Ordens, die Erziehung junger Mädchen definierte. 
Die strengen Regeln der Ursulinen beruhten auf denen des Augustinerordens. Der Orden wurde unter dem Adel und der gehobenen Beamtenschaft rasch populär. Dazu trug auch das Ambiente des neuen Klosters mit Höfen, Gärten und großzügigen Appartements bei. Neu war die räumliche Trennung des Konvents vom Schulbereich und der Unterkunft der Schülerin durch eine Kirche. Madeleine Lhullier bewunderte Peter Paul Rubens und beauftragte dessen Schüler Pieter Van Mol mit der Ausschmückung der Kirche. Weitere Klostergründungen in folgten noch unter Madeleine Lhulliers Leitung in den folgenden Jahren, so dass der Orden bis 1650 in ganz Frankreich präsent war. Die Gründung in Loudun von 1626 wurde durch den Massenwahn der Teufel von Loudun berüchtigt. Madelein Lhullier de Sainte Beuve starb am 29. August 1630 in Paris.